# Christian Møller
Christian Møller (n. 22 decembrie 1904, Hundslev/Als – d. 14 ianuarie 1980, Ordrup/Copenhaga) a fost un fizician și chimist danez. Este cunoscut pentru contribuții importante la teoria relativității, teoria gravitației și chimia cuantică. S-a ocupat de formularea și aplicațiile electrodinamicii cuantice; împrăștierea electron-electron a fost denumită împrăștiere Møller.
1. 1 2  Christian Møller, SNAC, accesat în 9 octombrie 2017
2. 1 2  Christian Møller, Dansk Biografisk Lexikon
3. 1 2  „Christian Møller”, Gemeinsame Normdatei, accesat în 16 octombrie 2015
4. 1 2 3  Leidse Hoogleraren, accesat în 19 iunie 2019
5. ↑  Christian Møller, Autoritatea BnF
6. ↑  Dansk Biografisk Lexikon
7. ↑  CONOR.SI[*] Verificați valoarea |titlelink= (ajutor)
8. 1 2  Kraks Blå Bog, 1974 edition[*] Verificați valoarea |titlelink= (ajutor)